# Navur
Navur là một đô thị thuộc tỉnh Tavush, Armenia. Dân số ước tính năm 2011 là 1147 người.